# Henrique Barbosa
Henrique Ribeiro Marques Barbosa (Belo Horizonte, 5 de julho de 1984) é um nadador brasileiro. Sua especialidade é o nado peito.
Radicado nos Estados Unidos, conseguiu destaque nos torneios da NCAA (liga universitária) nadando pela Universidade da Califórnia, Henrique competiu em dois Jogos Olímpicos e dois Jogos Pan-Americanos. 
Chegou perto de bater o recorde mundial dos 100 metros e 200 metros peito, obtendo o segundo melhor tempo da história em ambas as provas, no ano de 2009.

## Trajetória esportiva
Aos oito anos de idade, Henrique praticou judô e vôlei, e só se dedicou exclusivamente à natação a partir dos 12 anos de idade.
Em 1998, ganhou o Campeonato Brasileiro Juvenil nos 100 metros nado peito. Em 2000, transferiu-se para o Flamengo e, em 2002, passou a estudar e treinar nos Estados Unidos, na Universidade da Califórnia.
Aos 18 anos de idade, participou do Campeonato Pan-Pacífico de Natação de 2002 em Yokohama, terminando em quinto lugar nos 4x100 metros medley, nono nos 100 metros peito e 12º nos 200 metros peito.
No Campeonato Mundial de Esportes Aquáticos de 2003 ficou em 35º lugar nos 100 metros peito.
Participou dos Jogos Pan-Americanos de 2003 em Santo Domingo, terminando em quinto lugar nos 100 metros peito.
No Campeonato Mundial de Natação em Piscina Curta de 2004 em Indianápolis, ele foi à final dos 100 metros peito, terminando em sétimo lugar, em 14º nos 50 metros peito, em 16º nos 200 metros peito  e ajudou o revezamento 4x100 metros medley a chegar à final.
No Campeonato Pan-Pacífico de Natação de 2006 em Victoria, no Canadá, terminou em sétimo lugar nos 4x100 metros medley, oitavo nos 100 metros peito e 12º nos 200 metros peito.
No Campeonato Mundial de Esportes Aquáticos de 2007 em Melbourne, ficou em nono lugar nos 4x100 metros medley, 25º lugar nos 50 metros peito, 23º nos 100 metros peito e 33º nos 200 metros peito.
Nos Jogos Pan-Americanos de 2007 no Rio de Janeiro, ganhou duas medalhas de prata, nos 200m peito e nos 4x100 metros, medley onde bateu o recorde sul-americano com o tempo de 3m35s81, junto com Thiago Pereira, Kaio Márcio de Almeida e César Cielo. Também terminou em quarto lugar nos 100 metros peito. Na semifinal dos 100 metros peito, Henrique quebrou o recorde sul-americano, com o tempo de 1m01s47.
Nas Olimpíadas de 2008 em Pequim, terminou em 23º nos 100 metros peito, e 30º nos 200 metros peito.
Em 6 de maio de 2009, no Parque Aquático Maria Lenk, Henrique Barbosa fez o que era, à época, o segundo melhor tempo da história nos 200 metros peito: 2m08s44.  Em 9 de maio de 2009 repetiu o feito nos 100 metros peito, fazendo também o segundo melhor tempo da história: 59s12, e abaixando na final do dia seguinte, com 59s03. Ambos os recordes mundiais pertenciam ao japonês Kosuke Kitajima (58s91 nos 100 metros peito, e 2m07s51 nos 200 metros peito).
No Campeonato Mundial de Esportes Aquáticos de 2009 em Roma, ficou em quarto lugar no revezamento 4x100 metros medley, numa prova espetacular onde os quatro primeiros revezamentos bateram o recorde mundial dos Estados Unidos em Pequim, em 2008. Ele também foi à final dos 200 metros peito, terminando em sétimo lugar, e à final dos 100 metros peito, terminando em oitavo lugar.
Em 14 de novembro de 2009, na Copa do Mundo FINA, Henrique quebrou o recorde sul-americano em piscina curta nos 200 metros peito, com o tempo de 2m04s35.
No Campeonato Pan-Pacífico de Natação de 2010 em Irvine, nos Estados Unidos, terminou em oitavo nos 200 mettros peito. Classificou-se em 14º nas eliminatórias dos 100 metros peito, mas não nadou a semifinal. E se classificou em 13º nas eliminatórias dos 50 metros peito, mas não nadou a semifinal também.
No Campeonato Mundial de Natação em Piscina Curta de 2010 em Dubai, ganhou uma medalha de bronze pelo revezamento 4x100 metros medley, por ter participado das eliminatórias da prova. Ele também nadou os 100 metros peito, sendo desclassificado na eliminatória.
Em 2011, testou positivo em um exame antidoping; foi levado à corte arbitral e advertido dias antes do Campeonato Mundial de Esportes Aquáticos de 2011 em Xangai, do qual participou.
Nas Olimpíadas de 2012 em Londres, terminou em 19º nos 200 metros peito.

## Marcas importantes[39]
Piscina olímpica (50 metros)
- Recordista sul-americano dos 100m peito: 59s03, marca obtida em 10 de maio de 2009
- Recordista sul-americano dos 200m peito: 2m08s44, marca obtida em 6 de maio de 2009
- Recordista sul-americano do revezamento 4x100m medley: 3m29s16, obtidos em 8 de maio de 2009, com Guilherme Guido, Gabriel Mangabeira e César Cielo

Piscina semi-olímpica (25 metros)
- Recordista sul-americano dos 200m peito: 2m04s35, marca obtida em 14 de novembro de 2009